# 아메리카 FC (히우그란지두노르치주)
아메리카 푸치보우 클루비(América Futebol Clube) 또는 아메리카 지 나타우(América de Natal)는 브라질 히우그란지두노르치주에 있는 나타우를 연고로 하는 축구 클럽으로, 1915년 7월 14일에 창단하였다. 아메리카 지 나타우는 히우그란지두노르치 주의 축구단 중 유일하게 코파 CONMEBOL에 참가해 본 팀이다. 구단의 최대 라이벌은 같은 연고지를 공유하는 ABC FC으로, 두 팀 간의 더비는 오 그란지 클라시쿠(포르투갈어: O Grande Clássico, 위대한 더비)라 불린다. 구단의 상징색은 본래 파란색이었으나, 1920년대에 붉은색과 흰색의 조합으로 변경되었다. 또한 구단의 마스코트를 아메리카-RJ의 "붉은 악마"로부터 영감을 받아 같은 것으로 적용하였으나, 1990년대에 용으로 변경되었다.
2018년 현재 캄페오나투 브라질레이루 세리에 D에 참가하고 있다.

## 역사
1915년 7월 14일 아메리카 지 나타우가 창단되었다. 1919년 6월 22일 ABC FC를 상대로 구단의 역사적인 첫 공식 경기가 펼쳐졌고, 경기는 아메리카 지 나타우의 3-0 승리로 종료되었다. 1919년에는 히우그란지두노르치의 주리그 캄페오나투 포치구아르(당시 제스포르투스 테헤스트리스, Desportos Terrestres)의 첫번째 시즌에 우승을 차지하였다.
1960년부터 1965년까지 아메리카 지 나타우는 공식 대회에 참가하지 않았다. 그럼에도 불구하고 히우그란지두노르치 축구 연맹으로부터 축구단 라이센스를 획득하는 데에는 성공하였다.
1974년 캄페오나투 포치구아르에서 무패 우승을 달성하였으며, 기록은 12승 8무 무패였다. 1987년부터 1992년까지 캄페오나투 포치구아르에서 5회 우승을 기록하기도 하였으며, 이는 1990년에만 우승을 놓친 것이었다. 1996년 캄페오나투 브라질레이루 세리이 B에서준우승을 달성하였고, 이듬해 캄페오나투 브라질레이루 세리이 A로의 승격을 확정지었다. 1997 시즌에 17위를 기록하였고, 이는 SC 코린치앙스 파울리스타, 플루미넨시 FC보다 높은 순위였다. 그러나 1998 시즌에 잔류에 실패하였다. 하지만 1998년에 코파 두 노르데스치에서 우승을 차지하기도 하였다.
2005년 아메리카 지 나타우는 세리이 C에서 3위를 기록하며, 세리이 B로의 복귀에 성공하였다. 2006년 11월 25일 미네이랑에서 펼쳐진 세리이 B에서 아틀레치쿠 미네이루와의 경기에 74,694명의 관중이 운집하였고, 이는 당해 브라질 축구에서 최다 관중수를 기록한 것이었다. 경기 시작 이후 2골을 선제 실점하였으나, 아메리카 지 나타우는 2골을 따라붙어 경기는 2-2로 종료되었다. 이 경기로 아메리카 지 나타우는 세리이 B 4위를 기록하며, 세리이 A로의 승격에 성공하였다. 그러나 2007 시즌 세리이 A에서 38라운드 중 승점 17점만을 쌓는 데에 성공하였고, 이는 바로 윗 순위를 기록한 파라나 클루비와 승점이 24점이나 차이가 나는 것이었다. 2009 시즌에 세리이 B에서마저 강등되었으나, 2010 시즌에 곧바로 세리이 B로 복귀하는 데 성공하였다.

## 수상
- 캄페오나투 브라질레이루 세리이 B
  - 준우승 (1회) : 1996
- 캄페오나투 브라질레이루 세리이 C
  - 준우승 (1회) : 2005
- 캄페오나투 두 노르데스치
  - 우승 (1회) : 1998
- 캄페오나투 포치구아르
  - 우승 (35회) : 1919, 1920, 1922, 1926, 1927, 1930, 1931, 1943, 1946, 1948, 1949, 1951, 1952, 1956, 1957, 1967, 1969, 1974, 1975, 1977, 1979, 1980, 1981, 1982, 1987, 1988, 1989, 1991, 1992, 1996, 2002, 2003, 2012, 2014, 2015

## 역대 감독
| 감독                     | 임기 |
| ------------------------ | ---- |
| 아지우송 지아스 바치스타 | 2002 |
| 아르제우 푸크스          | 2013 |